# Ich + Ich/Diskografie
Diese Diskografie ist eine Übersicht über die musikalischen Werke des deutschen Pop-Duos Ich + Ich. Den Quellenangaben und Schallplattenauszeichnungen zufolge verkaufte es bisher mehr als 3,2 Millionen Tonträger. Seine erfolgreichste Veröffentlichung ist das zweite Studioalbum Vom selben Stern mit über 1,3 Millionen verkauften Einheiten.

## Alben

### Studioalben
| Jahr | Titel Musiklabel               | Höchstplatzierung, Gesamtwochen, AuszeichnungChartplatzierungen (Jahr, Titel, Musiklabel, Platzierungen, Wochen, Auszeichnungen, Anmerkungen) | Höchstplatzierung, Gesamtwochen, AuszeichnungChartplatzierungen (Jahr, Titel, Musiklabel, Platzierungen, Wochen, Auszeichnungen, Anmerkungen) | Höchstplatzierung, Gesamtwochen, AuszeichnungChartplatzierungen (Jahr, Titel, Musiklabel, Platzierungen, Wochen, Auszeichnungen, Anmerkungen) | Anmerkungen                                                 |
| Jahr | Titel Musiklabel               | DE | AT | CH | Anmerkungen                                                 |
| ---- | ------------------------------ | --- | --- | --- | ----------------------------------------------------------- |
| 2005 | Ich + Ich Polydor (UMG)        | DE10 Gold · (44 Wo.)DE | AT34 (20 Wo.)AT | — | Erstveröffentlichung: 18. April 2005 Verkäufe: + 100.000    |
| 2007 | Vom selben Stern Polydor (UMG) | DE1 ×6Sechsfachplatin · (154 Wo.)DE | AT2 Platin · (78 Wo.)AT | CH4 Platin · (65 Wo.)CH | Erstveröffentlichung: 29. Juni 2007 Verkäufe: + 1.300.000   |
| 2009 | Gute Reise Polydor (UMG)       | DE1 ×5Fünffachgold · (88 Wo.)DE | AT4 Gold · (34 Wo.)AT | CH5 Gold · (27 Wo.)CH | Erstveröffentlichung: 13. November 2009 Verkäufe: + 700.000 |

### Livealben
| Jahr | Titel Musiklabel                           | Höchstplatzierung, Gesamtwochen, AuszeichnungChartplatzierungen (Jahr, Titel, Musiklabel, Platzierungen, Wochen, Auszeichnungen, Anmerkungen) | Höchstplatzierung, Gesamtwochen, AuszeichnungChartplatzierungen (Jahr, Titel, Musiklabel, Platzierungen, Wochen, Auszeichnungen, Anmerkungen) | Höchstplatzierung, Gesamtwochen, AuszeichnungChartplatzierungen (Jahr, Titel, Musiklabel, Platzierungen, Wochen, Auszeichnungen, Anmerkungen) | Anmerkungen                                                                             |
| Jahr | Titel Musiklabel                           | DE | AT | CH | Anmerkungen                                                                             |
| ---- | ------------------------------------------ | --- | --- | --- | --------------------------------------------------------------------------------------- |
| 2008 | Vom selben Stern (Live) Polydor (UMG)      | DE*DE | AT57 (5 Wo.)AT | — | Erstveröffentlichung: 21. November 2008 * Verkäufe werden Vom selben Stern hinzuaddiert |
| 2010 | Gute Reise – Live aus Berlin Polydor (UMG) | DE*DE | AT38 (5 Wo.)AT | — | Erstveröffentlichung: 12. November 2010 * Verkäufe werden Gute Reise hinzuaddiert       |

## Singles
| Jahr | Titel Album                                | Höchstplatzierung, Gesamtwochen, AuszeichnungChartplatzierungen (Jahr, Titel, Album, Platzierungen, Wochen, Auszeichnungen, Anmerkungen) | Höchstplatzierung, Gesamtwochen, AuszeichnungChartplatzierungen (Jahr, Titel, Album, Platzierungen, Wochen, Auszeichnungen, Anmerkungen) | Höchstplatzierung, Gesamtwochen, AuszeichnungChartplatzierungen (Jahr, Titel, Album, Platzierungen, Wochen, Auszeichnungen, Anmerkungen) | Anmerkungen                                                |
| Jahr | Titel Album                                | DE | AT | CH | Anmerkungen                                                |
| ---- | ------------------------------------------ | --- | --- | --- | ---------------------------------------------------------- |
| 2004 | Geht’s dir schon besser? Ich + Ich         | DE67 (3 Wo.)DE | — | — | Erstveröffentlichung: 25. Oktober 2004                     |
| 2005 | Du erinnerst mich an Liebe Ich + Ich       | DE4 Gold · (31 Wo.)DE | AT6 (22 Wo.)AT | CH63 (3 Wo.)CH | Erstveröffentlichung: 29. März 2005 Verkäufe: + 150.000    |
| 2005 | Dienen Ich + Ich                           | DE7 (19 Wo.)DE | AT20 (20 Wo.)AT | — | Erstveröffentlichung: 1. August 2005                       |
| 2005 | Umarme mich Ich + Ich                      | DE41 (9 Wo.)DE | AT17 (19 Wo.)AT | — | Erstveröffentlichung: 2. Dezember 2005                     |
| 2007 | Vom selben Stern                           | DE3 Platin · (65 Wo.)DE | AT4 (41 Wo.)AT | CH40 (35 Wo.)CH | Erstveröffentlichung: 15. Juni 2007 Verkäufe: + 300.000    |
| 2007 | Stark Vom selben Stern                     | DE2 Platin · (44 Wo.)DE | AT2 (37 Wo.)AT | CH5 (59 Wo.)CH | Erstveröffentlichung: 9. November 2007 Verkäufe: + 300.000 |
| 2008 | So soll es bleiben Vom selben Stern        | DE3 Platin · (60 Wo.)DE | AT2 (46 Wo.)AT | CH13 (45 Wo.)CH | Erstveröffentlichung: 4. April 2008 Verkäufe: + 300.000    |
| 2008 | Nichts bringt mich runter Vom selben Stern | DE20 (9 Wo.)DE | AT32 (4 Wo.)AT | — | Erstveröffentlichung: 5. September 2008                    |
| 2008 | Wenn ich tot bin Vom selben Stern          | DE51 (6 Wo.)DE | AT73 (1 Wo.)AT | — | Erstveröffentlichung: 5. Dezember 2008                     |
| 2009 | Pflaster Gute Reise                        | DE1 Gold · (32 Wo.)DE | AT3 (22 Wo.)AT | CH6 (24 Wo.)CH | Erstveröffentlichung: 30. Oktober 2009 Verkäufe: + 150.000 |
| 2010 | Einer von Zweien Gute Reise                | DE18 (13 Wo.)DE | AT36 (6 Wo.)AT | — | Erstveröffentlichung: 5. März 2010                         |
| 2010 | Universum Gute Reise                       | DE10 Gold · (26 Wo.)DE | AT13 (21 Wo.)AT | — | Erstveröffentlichung: 13. August 2010 Verkäufe: + 150.000  |
| 2010 | Hilf mir Gute Reise                        | DE45 (11 Wo.)DE | — | — | Erstveröffentlichung: 10. Dezember 2010                    |

## Videoalben und Musikvideos

### Videoalben
| Jahr | Titel Musiklabel                           | Anmerkungen                                                                                          |
| ---- | ------------------------------------------ | --- |
| 2008 | Vom selben Stern (Live) Polydor (UMG)      | Erstveröffentlichung: 21. November 2008 Verkäufe werden in Deutschland Vom selben Stern hinzuaddiert |
| 2010 | Gute Reise – Live aus Berlin Polydor (UMG) | Erstveröffentlichung: 12. November 2010 Verkäufe werden in Deutschland Gute Reise hinzuaddiert       |

### Musikvideos
| Jahr | Titel                      | Regisseur(e)                                                      |
| ---- | -------------------------- | ----------------------------------------------------------------- |
| 2004 | Geht’s dir schon besser?   | Olaf Heine                                                        |
| 2005 | Du erinnerst mich an Liebe | Alexander Gellner                                                 |
| 2005 | Dienen                     | Alexander Gellner                                                 |
| 2005 | Umarme mich                | Alexander Gellner (Animation) und Rossacher/Dolezal (Live-Action) |
| 2007 | Vom selben Stern           | Katja Kuhl                                                        |
| 2007 | Stark                      | Oliver Sommer                                                     |
| 2008 | So soll es bleiben         | Marcus Sternberg                                                  |
| 2008 | Nichts bringt mich runter  | Hinrich Pflug                                                     |
| 2009 | Wenn ich tot bin           | Katja Kuhl                                                        |
| 2009 | Pflaster                   | Katja Kuhl                                                        |
| 2010 | Einer von Zweien           | Daniel Lwowski                                                    |
| 2010 | Universum                  | Daniel Lwowski                                                    |
| 2010 | So soll es bleiben (Live)  | John Sherwood, Matthias Mirke                                     |
| 2010 | Hilf mir                   | Marcus Sternberg                                                  |

## Sonderveröffentlichungen

### Alben
| Jahr | Titel Musiklabel                                         | Anmerkungen |
| ---- | -------------------------------------------------------- | --- |
| 2008 | Vom selben Stern (Limited Special Edition) Polydor (UMG) | Erstveröffentlichung: 21. November 2008 Inhalt: Album + 2 CDs und DVD mit Liveaufnahmen aus der Columbiahalle Berlin vom 3. Februar 2008 |
| 2010 | Gute Reise – Live aus Berlin Polydor (UMG)               | Erstveröffentlichung: 12. November 2010 Inhalt: 2 CDs + DVD                                                                              |

| Jahr | Titel Musiklabel                  | Anmerkungen                                             |
| ---- | --------------------------------- | ------------------------------------------------------- |
| 2007 | Stark (Essential 5) Polydor (UMG) | Erstveröffentlichung: 2007 Teil der „Essential-5“-Reihe |

| Jahr | Titel Musiklabel                           | Anmerkungen                                                                        |
| ---- | ------------------------------------------ | ---------------------------------------------------------------------------------- |
| 2008 | iTunes Live: Berlin Festival Polydor (UMG) | Erstveröffentlichung: 2008 Vertrieb nur über Multimedia-Verwaltungssoftware iTunes |

### Lieder
| Jahr | Titel Album                    | Anmerkungen                                                             |
| ---- | ------------------------------ | ----------------------------------------------------------------------- |
| 2008 | Vom selben Stern Cubano Alemán | Erstveröffentlichung: 29. August 2008 Rhythms Del Mundo feat. Ich + Ich |

| Jahr | Titel Album                   | Anmerkungen                                               |
| ---- | ----------------------------- | --------------------------------------------------------- |
| 2007 | Zerrissen (Ich + Ich Remix) – | Erstveröffentlichung: 27. April 2007 Interpretation: Juli |

| Jahr | Titel Album                                                                      | Anmerkungen                            |
| ---- | -------------------------------------------------------------------------------- | -------------------------------------- |
| 2010 | Die Liebe findet mich schon Zeitgeschichte – Das Beste von und für Annette Humpe | Erstveröffentlichung: 29. Oktober 2010 |
| 2010 | Nur jemand den ich kannte Zeitgeschichte – Das Beste von und für Annette Humpe   | Erstveröffentlichung: 29. Oktober 2010 |

| Jahr | Titel Soundtrack zu      | Anmerkungen                            |
| ---- | ------------------------ | -------------------------------------- |
| 2008 | So soll es bleiben U-900 | Erstveröffentlichung: 10. Oktober 2008 |

### Videoalben
| Jahr | Titel Musiklabel                                         | Anmerkungen                                                                                  |
| ---- | -------------------------------------------------------- | -------------------------------------------------------------------------------------------- |
| 2007 | Vom selben Stern (Limited Deluxe Edition) Polydor (UMG)  | Erstveröffentlichung: 29. Juni 2007 Bonus-DVD mit Liveaufnahmen aus Berlin aus dem Jahr 2006 |
| 2008 | Vom selben Stern (Limited Special Edition) Polydor (UMG) | Erstveröffentlichung: 21. November 2008 Bonus-DVD: Live @ Columbiahalle Berlin 03.02.2008    |
| 2009 | Gute Reise (Limited Deluxe Edition) Polydor (UMG)        | Erstveröffentlichung: 13. November 2009 Bonus-DVD mit sechs Liveaufnahmen                    |

## Promoveröffentlichungen
| Jahr | Titel Album               | Anmerkungen |
| ---- | ------------------------- | --- |
| 2010 | Pflaster (Echo Version) – | Erstveröffentlichung: 5. März 2010 Liveversion von der Echoverleihung 2010; mit Cassandra Steen, Gentleman & Till Brönner |

## Statistik

### Chartauswertung
|                     | DE    | AT    | CH    |
| ------------------- | ----- | ----- | ----- |
| Nummer-eins-Alben   | DE2DE | AT—AT | CH—CH |
| Top-10-Alben        | DE3DE | AT2AT | CH2CH |
| Alben in den Charts | DE3DE | AT5AT | CH2CH |

|                       | DE     | AT     | CH    |
| --------------------- | ------ | ------ | ----- |
| Nummer-eins-Singles   | DE1DE  | AT—AT  | CH—CH |
| Top-10-Singles        | DE7DE  | AT5AT  | CH2CH |
| Singles in den Charts | DE13DE | AT11AT | CH5CH |

### Auszeichnungen für Musikverkäufe
| Platin-Schallplatte - Europa - 2010: für das Album Vom selben Stern |

Anmerkung: Auszeichnungen in Ländern aus den Charttabellen bzw. Chartboxen sind in ebendiesen zu finden.
| Land/RegionAuszeichnungen für Musikverkäufe (Land/Region, Auszeichnungen, Verkäufe, Quellen) | Gold     | Platin       | Verkäufe    | Quellen           |
| -------------------------------------------------------------------------------------------- | -------- | ------------ | ----------- | ----------------- |
| Deutschland (BVMI)                                                                           | 5× Gold5 | 11× Platin11 | 3.150.000   | musikindustrie.de |
| Europa (IFPI)                                                                                | —        | Platin1      | (1.000.000) | ifpi.org          |
| Österreich (IFPI)                                                                            | Gold1    | Platin1      | 30.000      | ifpi.at AT2       |
| Schweiz (IFPI)                                                                               | Gold1    | Platin1      | 45.000      | hitparade.ch      |
| Insgesamt                                                                                    | 7× Gold7 | 14× Platin14 |             |                   |